# Anicet-Georges Dologuélé
Anicet-Georges Dologuélé (17 de abril de 1957) é um político centro-africano, que foi Primeiro Ministro da República Centro-Africana, de 4 de janeiro de 1999 a 1 de abril de 2001. Posteriormente, ele foi Presidente do Banco de Desenvolvimento dos Estados da África Central (BDEAC), de 2001 a 2010. Dologuélé foi candidato à presidência da África Central, cujo primeiro turno foi em 27 de dezembro de 2020.

## Carreira
Dologuélé foi Ministro das Finanças e do Orçamento no governo do Primeiro Ministro Michel Gbezera-Bria e,  posteriormente, atuou como Primeiro Ministrom, de 1999 a 2001. Como Primeiro Ministro, Dologuélé, que não era membro do Movimento Governante de Libertação do Povo da África Central (MLPC), enfrentou hostilidade por parte do partido; em 1 de abril de 2001, foi demitido pelo presidente Ange-Félix Patassé e substituído por Martin Ziguélé . Dologuélé criticou essa decisão por colocar considerações políticas à frente da "boa administração".
Dologuélé foi nomeado chefe do BDEAC, permanecendo nesse cargo por mais de oito anos; ele foi substituído por Mickaël Adandé do Gabão em janeiro de 2010.
Em outubro de 2013, Dologuélé fundou um partido político, a União para a Renovação Centro-Africana (URCA). Ele também planejava se candidatar na próxima eleição presidencial. Quando a campanha começou, para a eleição prevista de 27 de dezembro de 2015, Dologuélé se apresentou como candidato à paz e à inclusão. Ele declarou que "nunca segurou uma arma" e disse que o ex-presidente François Bozizé, expatriado e exilado, impedido de participar das eleições, seria capaz de desempenhar um papel não especificado nos assuntos nacionais. O partido Kwa Na Kwa de Bozizé apoiou Dologuélé. Enquanto, cerca de trinta candidatos concorreram, apenas Dologuélé e Faustin-Archange Touadéra se classificaram para o segundo turno, em 14 de fevereiro de 2016. Ele foi derrotado por Touadéra no segundo turno, de 62% a 37%.  Embora Dologuélé tenha alegado fraude, ele afirmou que "por uma questão de paz" ele aceitou os resultados oficiais, não apelou e "reconheceu Faustin-Archange Touadéra como líder de todos os africanos centrais".
Na eleição parlamentar de  fevereiro-março de 2016, Dologuélé foi eleito para a Assembleia Nacional, como o candidato URCA, no primeiro círculo eleitoral de Bocaranga, vencendo no segundo turno com 75,33% dos votos.